# Jean Ginibre
Jean Ginibre (* 4. März 1938 in Clermont-Ferrand; † 26. März 2020 in Fontenay-lès-Briis) war ein französischer mathematischer Physiker.
Ginibre wurde 1965 an der Universität Paris promoviert. Er lehrte seit Anfang der 1970er Jahre an der Universität Paris-Süd in Orsay und war zuletzt emeritierter Directeur de recherche des CNRS.
Ginibre bewies 1965 die gleichmäßige Verteilung (asymptotisch, für n gegen Unendlich) in der Einheitskreisscheibe der komplexen Ebene der Eigenwerte von normierten n×n-Zufallsmatrizen mit gaußscher Verteilung der (statistisch unabhängigen) Matrixelemente (Circular Law). Die so beschriebenen Zufallsmatrizen gehören zu einem Ginibre-Ensemble.
1970 gab er eine Verallgemeinerung der Ungleichungen von Robert Griffiths (Ginibre-Ungleichung). Griffiths hatte seine Ungleichungen 1967 ursprünglich für Korrelationen im Ising-Modell des Ferromagnetismus formuliert. Diese Ungleichungen dienen zum Beispiel dem Nachweis des thermodynamischen Grenzwerts von Korrelationen in verschiedenen Modellen der statistischen Mechanik.
1971 bewies Ginibre mit Cees M. Fortuin und Pieter Kasteleyn die FKG-Ungleichungen (nach den Anfangsbuchstaben der Autoren, siehe dazu Korrelationsungleichung).
Er befasste sich mit statistischer Mechanik, nichtlinearen partiellen Differentialgleichungen (wie der Schrödinger-Gleichung) und Streutheorie.
1969 erhielt er den Prix Paul Langevin.